# میگل بوسکتس
میگل بوسکتس (اسپانیایی: Miguel Busquets‎; ۱۵ اکتبر ۱۹۲۰ – ۲۴ دسامبر ۲۰۰۲) بازیکن فوتبال اهل شیلی بود.
از باشگاه‌هایی که در آن بازی کرده‌است می‌توان به باشگاه فوتبال یونیورسیداد شیلی اشاره کرد.
وی همچنین در تیم ملی فوتبال شیلی بازی کرده‌است.